# 烏茲別克交通

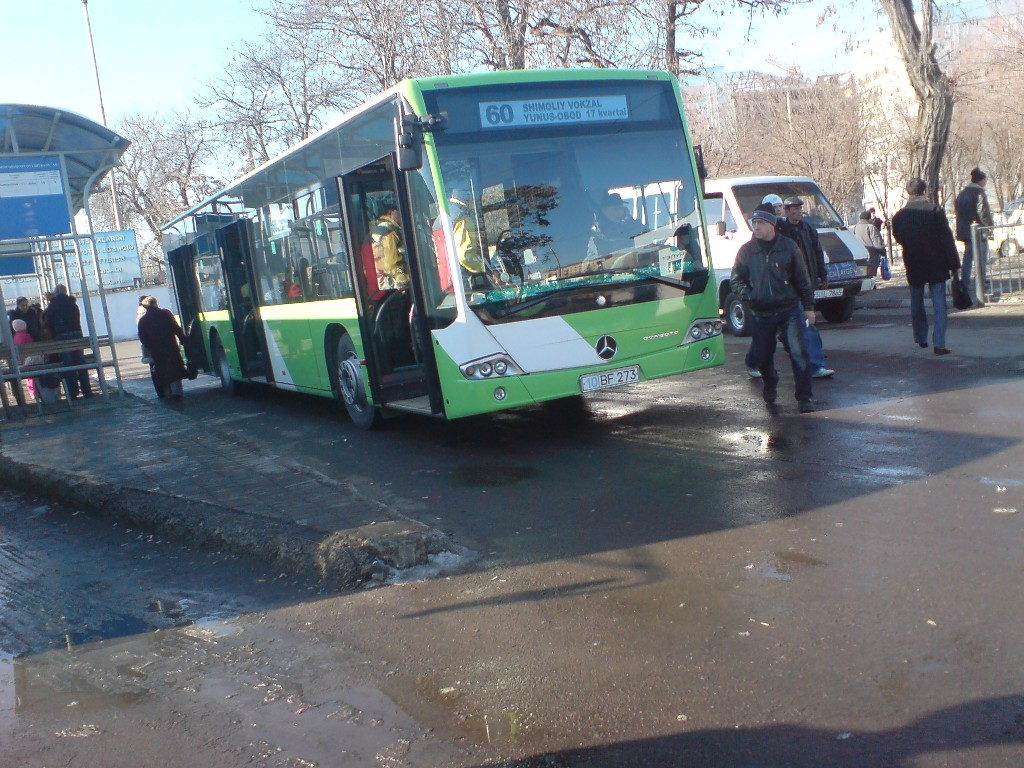
塔什干市內的巴士

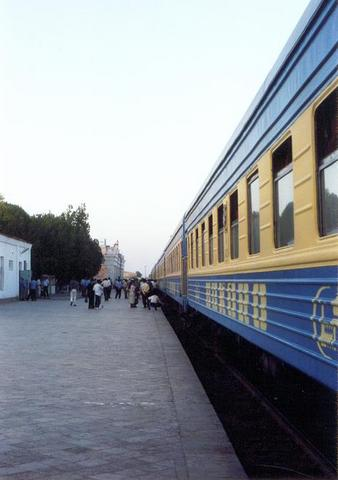
布哈拉車站

烏茲別克共和國在1992年脫離蘇聯獨立後，全國的交通狀況並不是很好。無論是鐵路、公路等陸路交通設施都是有修補的必要。唯獨在2000年後政府開始投資革新航空運輸，整備翻新全國機場設施與擴充國有航空公司─烏茲別克航空的飛行機設備等。

## 鐵道

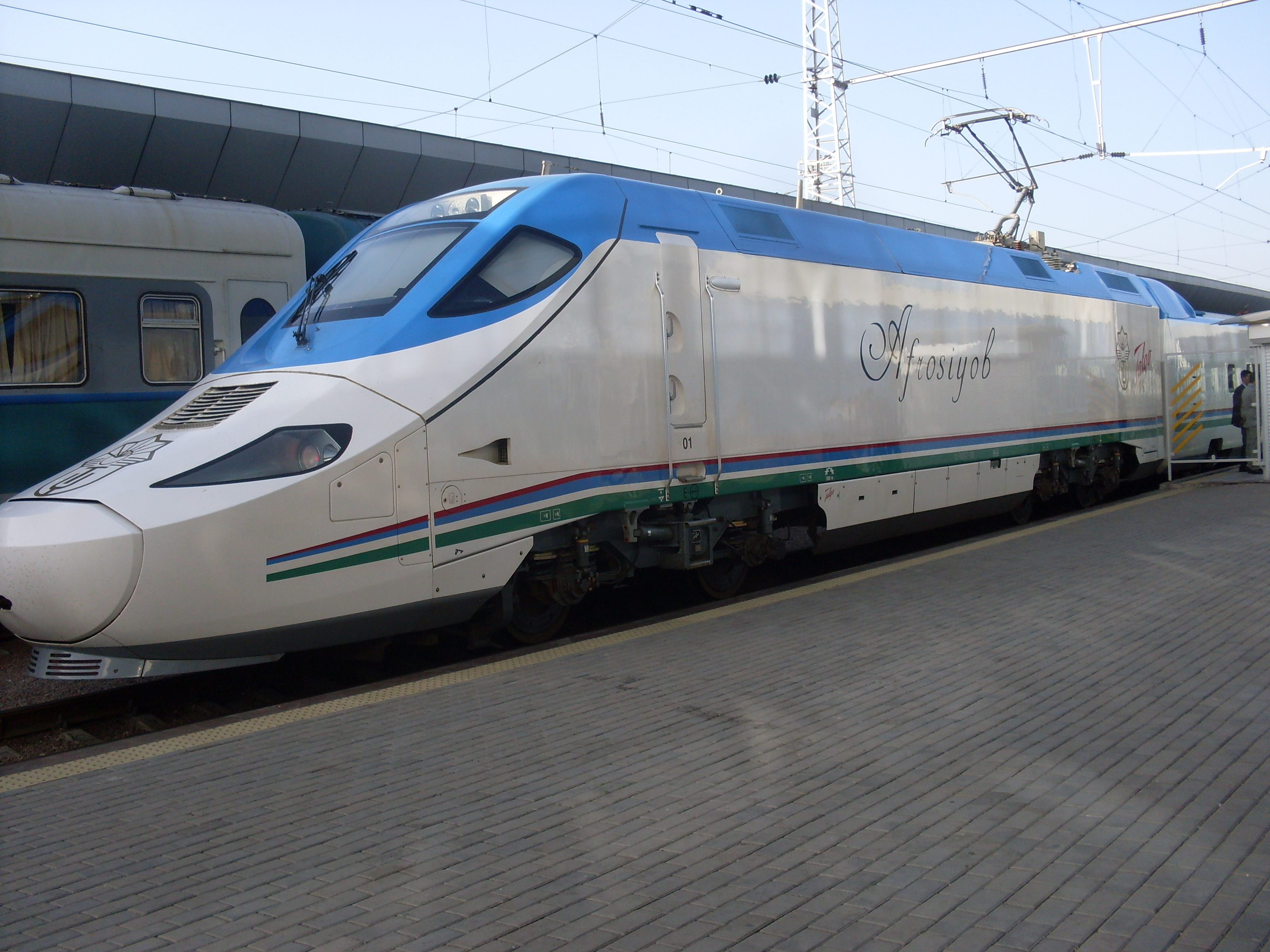
塔什干－薩馬爾罕高速鐵路

直至2005年為止，烏茲別克境內的鐵道長度約為3,950公里，其中620公里是電氣化鐵道。但是烏國境內大部分的鐵道是處於極度需要被維護的狀態。所有鐵道線最長的是中亞鐵路，由首都塔什干經由阿姆河流域通往裏海地區。烏國境內的鐵道街與鄰國相連，可以通往哈薩克、吉爾吉斯、塔吉克與土庫曼。2011年10月則是開通中亞地區第一條高速鐵路系統─塔什干－薩馬爾罕高速鐵路。首都塔什干市內有中有中亞地區優先建成的地下鐵系統─塔什干地鐵，在阿拉木圖地鐵開通之前是中亞地區唯一的地下鐵系統。塔什干地鐵的路線圖可以參考：地下鐵路線圖 (PDF) （页面存档备份，存于）。

## 高速公路
直至2005年為止，烏茲別克境內的公路長度約為84,400公里，其中72,000公里的道路為鋪裝道路（包含使用瀝青或水泥）。烏國境內道路品質最佳的地區屬首都塔什干市內，其餘之路況水平則是參差不齊。2006年開始，烏國交通單位開始著手高速公路的整備計畫。為了因應2003年的阿富汗地區地震震災，來自美國的人道援助單位將泰爾梅茲機場附近的道路加以整備，協助救災物資運補。除此之外，烏茲別克亦為亞洲公路網的簽約參與國。。

## 港口與水路
由於烏茲別克為雙重內陸國，因此其國內並沒有海港。不過在阿姆河流域地區的泰爾梅茲有少數的河川港，但該港口的設備仍如同多半烏國的交通設施需要進行大量整備。而對於鄰國阿富汗的邊境情勢在逐漸安定化後，兩國的貿易額有顯著的增加。因此在泰爾梅茲地區也成為一般貿易與對阿富汗國內人道救援的重要關口。
烏茲別克境內的水路網約有1,100公里，但在阿姆河因為棉花種植導致水量逐年減少後，水路的程度是持續縮短中，而連帶影響原本的河川觀光事業。。

## 機場

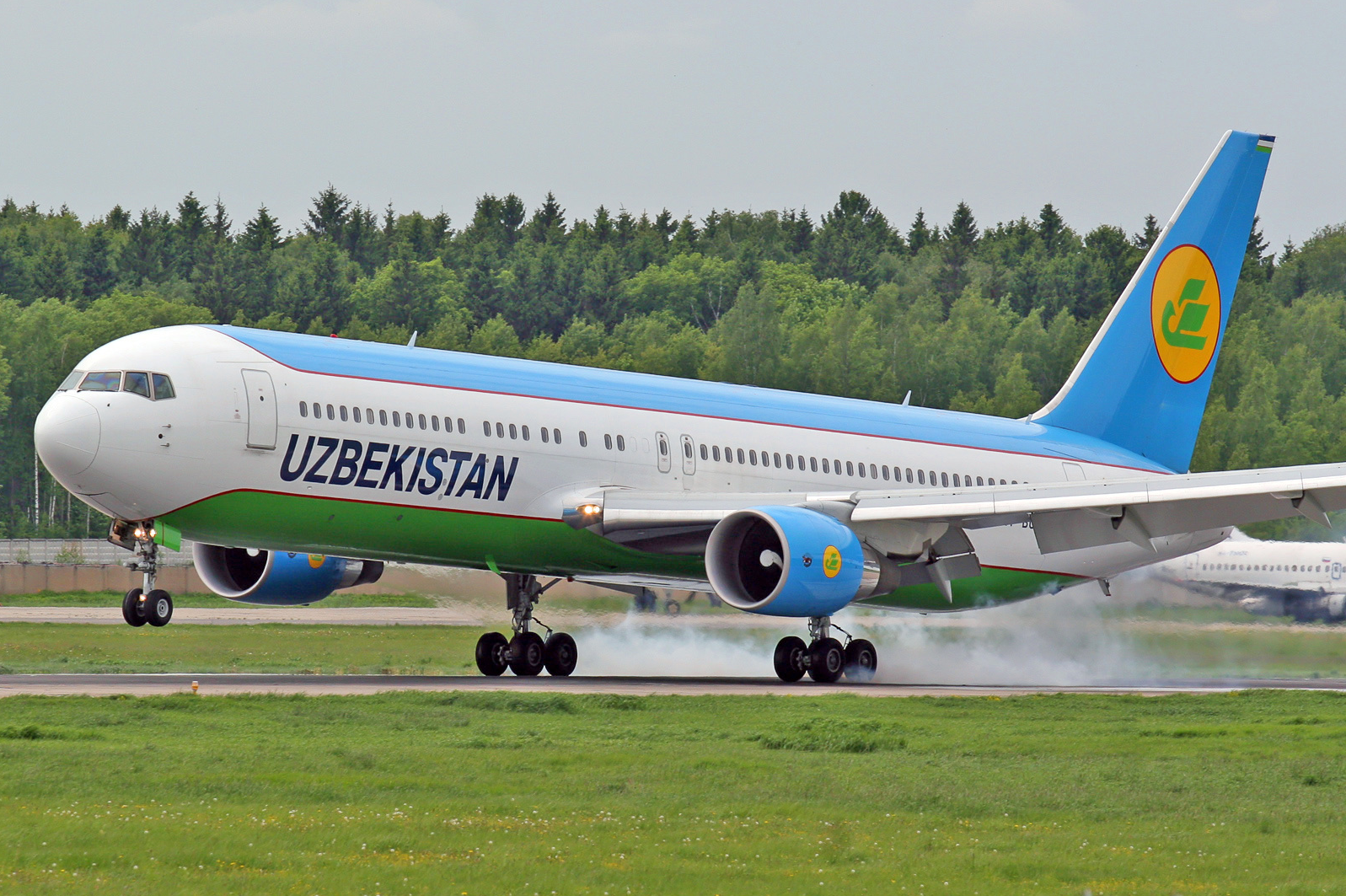
烏茲別克航空之航空機

直至2006年為止，烏茲別克境內擁有34個完整跑道設施的機場，其中六座機場的跑道有超過3,000公尺。其中跑道最長的機場屬最大的塔什干國際機場，該機場為國營烏茲別克航空的主要基地。該航空公司營運多數從塔什干出發的航班，通往東京、首爾、上海、北京、香港、曼谷、新加坡、杜拜、倫敦、巴黎、法蘭克福等主要歐亞都市，另外也營運經由拉脫維亞里加前往美國紐約的航班。除此之外，俄羅斯航空、中國南方航空、德國漢莎航空、大韓航空、韓亞航空、土耳其航空等外國航空公司亦有直航塔什干。

## 油管
直至2006年，烏茲別克境內的天然氣輸送管長約9,594公里，而原油運輸館則長為868公里，其中包含精煉汽油管路33公里。。